# Karolina Styczyńska-Fortin
Karolina Styczyńska-Fortin (née Styczyńska le 17 juin 1991 à Varsovie) est une joueuse professionnelle polonaise de shōgi. C'est la première personne non-japonaise à recevoir le titre de joueuse professionnelle de la part de la Fédération japonaise de shogi,,,.

## Biographie

### Pratique du shogi
Karolina Styczyńska a découvert le shogi lorsqu'elle était adolescente grâce au manga Naruto. Elle en a appris les règles sur internet et s'est intéressée au jeu en autodidacte grâce à des vidéos en ligne,,.
Elle commence à jouer en ligne grâce au site 81 Dojo de la fédération japonaise de shogi, elle y est repérée par la joueuse professionnelle japonaise Madoka Kitao. Celle-ci invite alors Styczyńska en 2011 pour un séjour d'études de deux semaines au Japon. Après son arrivée à Tokyo, elle se voit attribuer le grade de quatrième dan amateur
,.
Styczyńska a été invitée en tant que joueuse extérieure au Japon à participer aux rondes préliminaires de la deuxième Ricoh Cup du tournoi Oza féminin en mai 2012. Bien qu'elle n'ait pas réussi à se qualifier pour la phase finale, elle devient la première joueuse amateur non-japonaise à battre une professionnelle en match officiel,,.
Elle est encore invitée l'année suivante pour la troisième édition du tournoi ; comme lors de sa première participation, elle ne passe pas la phase de qualification mais bat une joueuse professionnelle pour la seconde fois,.
En juin 2013, Styczyńska devient la première non-japonaise à être acceptée au sein d'un des groupes d'entrainement de la fédération japonaise de shogi. L'examen d'entrée a consisté en huit parties contre des membres de ces groupes ; elle en remporte trois. Sur la base de cette performance, elle est acceptée au sein du groupe C2,.
Elle ne rejoint le groupe de manière effective qu'en octobre afin d'avoir le temps de finir ses études en Pologne,.
Styczyńska est promue dans le groupe C1 en octobre 2015, ce qui lui octroie le titre de joueuse professionnelle provisoire avec le grade de 3e kyū,,. Après une victoire contre Minami Sadamasu lors des qualifications du 44e Meijin féminin à Tokyo, elle est promue 2e kyū le 20 février 2017, devenant ainsi la première non-japonaise à obtenir le titre à vie de joueuse professionnelle de shogi,,,,.
Styczyńska obtient sa première victoire en tant que joueuse professionnelle le 16 mars 2017 dès son deuxième match. Ayant remporté au moins 7 victoires durant la saison 2016-2017, elle est promue au grade de premier kyū en avril 2017.

### Vie privée
En parallèle de son activité dans le monde du shogi, Styczyńska a suivi un cursus à l'université Yamanashi Gakuin, à Kōfu, dans la préfecture de Yamanashi,.
Elle vit actuellement à Zurich, en Suisse.
En plus du shogi, elle s'intéresse à l'informatique, aux mangas et à la musique. Elle se marie en août 2022 avec Jean Fortin, dont elle prendra le nom.

## Résultats

### Grades obtenus
- Professionnelle féminine 3e kyū : 1er octobre 2015
- Professionnelle féminine 2e kyū : 20 février 2017
- Professionnelle féminine 1er kyū : 1er avril 2017
- Professionnelle féminine 1er dan : 1er avril 2021[24].

### Palmarès

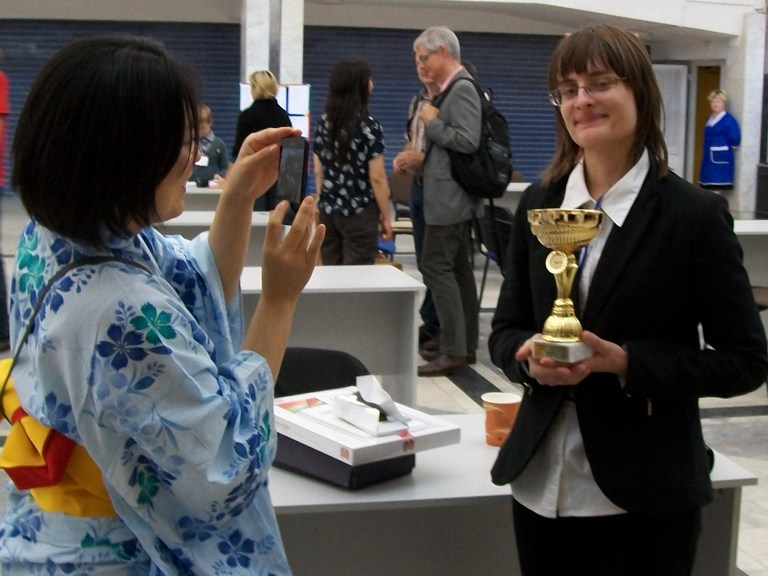
Styczyńska avec Madoka Kitao

| Année | Niveau   | Tournoi                                                                            | Lieu                                | Références |
| ----- | -------- | ---------------------------------------------------------------------------------- | ----------------------------------- | ---------- |
| 2009  | Amateure | Championnat d'Europe, Championnat du monde amateur open                            | 15e                                 | [ 25 ]     |
| 2010  | Amateure | Championnat d'Europe, Championnat du monde amateur open                            | 5e                                  | [ 26 ]     |
| 2011  | Amateure | Championnat d'Europe, Championnat du monde amateur open, International Shogi Forum | 11e 4e                              | [ 27 ]     |
| 2013  | Amateure | Championnat d'Europe, Championnat du monde amateur open                            | 4e                                  | [ 28 ]     |
| 2013  | Amateure | 26e tournoi amateur japonais Ryu-oh                                                | Éliminée en phase de qualifications | [ 14 ]     |
| 2014  | Amateure | Championnat d'Europe, Championnat du monde amateur open                            | 1re                                 | [ 29 ]     |

## Présence dans les médias japonais
Styczyńska est l'une des trois personnes à avoir été choisie en 2014 pour jouer un match de gala diffusé sur NHK-E contre Akira Watanabe, l'un des meilleurs joueurs japonais.
Elle a également été embauchée comme commentatrice en 2016 par l'entreprise Dwango pour la diffusion en anglais de partie professionnelles sur le site Niconico.
En mars 2017, Styczyńska est passée sur Nippon TV dans l'émission Genki no Apuri. Elle a été interviewée à propos de ce qui l'a amenée à pratiquer le shogi et l'entraînement qu'elle a reçu pour passer professionnelle, mais aussi sur les difficultés qu'elle éprouve à rester assise en seiza pendant les parties officielles,.

### Parties commentées de Styczyńska
- (en) [vidéo] « Styczyńska - Takamure (18 mai 2012, première victoire officielle contre une joueuse professionnelle », sur YouTube

### Parties commentées par Styczyńska
- (en) Chaîne Youtube de Karolina Styczyńska